# Oxytate striatipes
Espèce
Synonymes
- Oxytate setosa Karsch, 1879
- Dieta japonica Bösenberg & Strand, 1906

Oxytate striatipes est une espèce d'araignées aranéomorphes de la famille des Thomisidae.

## Distribution
Cette espèce se rencontre au Japon, en Corée du Sud, à Taïwan, en Chine et en Russie adjacente.

## Description

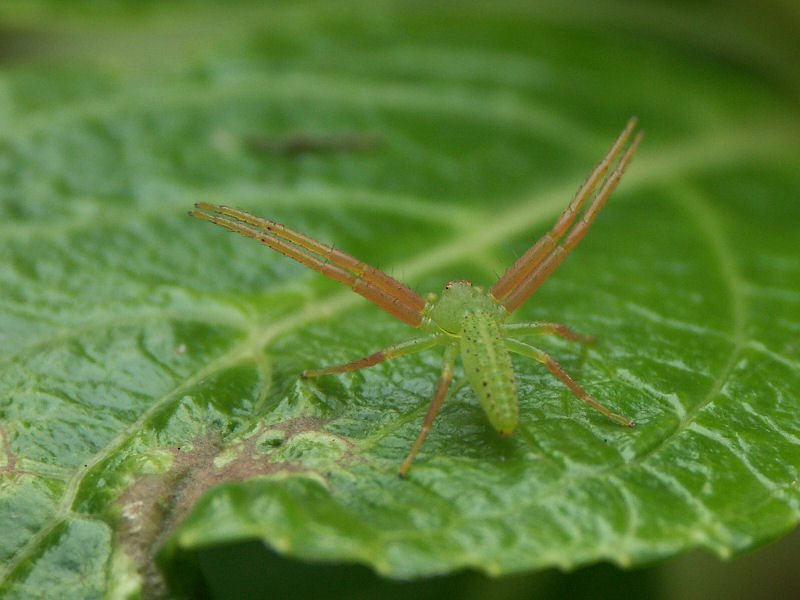
Oxytate striatipes

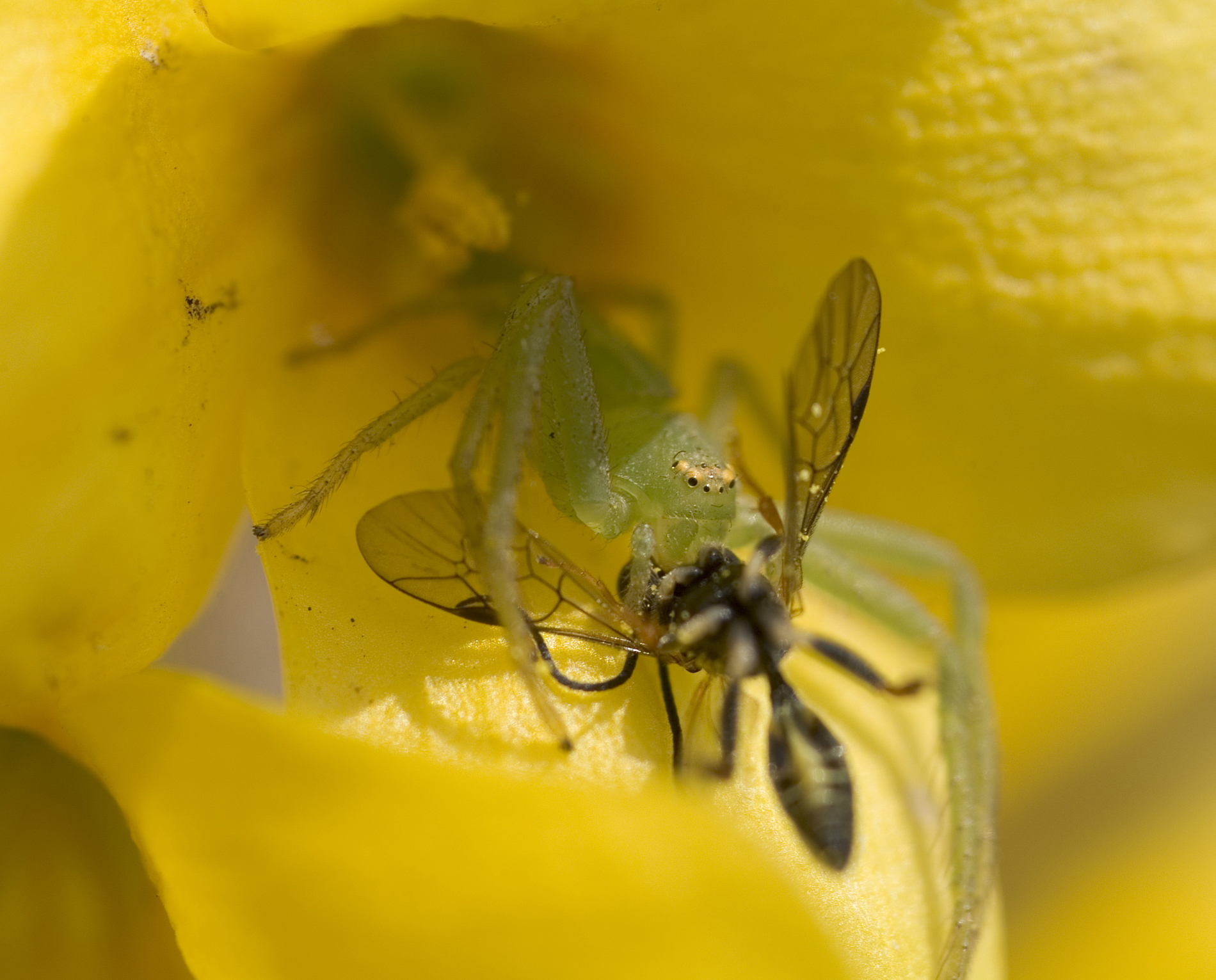
Oxytate striatipes

Les mâles mesurent de 6,96 à 10,59 mm et les femelles de 9,26 à 11,48 mm.

## Publication originale
- L. Koch, 1878 : Japanesische Arachniden und Myriapoden. Verhandlungen der Zoologisch-Botanischen Gesellschaft in Wien, vol. 27, p. 735-798 (texte intégral).